# Yanne Dorenbos
Yanne Dorenbos (Castricum, 15 settembre 2000) è un pistard e ciclista su strada olandese che corre per il team Parkhotel Valkenburg CT.

## Carriera
Nel 2024 ha vinto la medaglia di bronzo nell'omnium ai Mondiali su pista di Ballerup Agli Europei del 2025 ha vinto la medaglia d'argento nella corsa a punti, conquistando il titolo continentale, assieme a Vincent Hoppezak, nell'americana.

## Palmarès

### Pista
- 2016

Campionati olandesi, Scratch Junior
- 2017

Campionati olandesi, Omnium Junior
- 2018

Campionati europei, Corsa a punti Junior
- 2022

Campionati europei, Americana Under-23 (con Philip Heijnen)
- 2023

Campionati olandesi, Scratch
Campionati olandesi, Americana (con Elmar Abma)
- 2024

Campionati olandesi, Scratch
- 2025

Campionati europei, Americana (con Vincent Hoppezak)

### Strada
- 2022 (Dilettanti, due vittorie)

Grote Prijs Koen Barbé
Prueba Alsasua
- 2023 (Dilettanti, una vittoria)

Trofeo Guerrita

## Piazzamenti

### Competizioni mondiali
- Campionati del mondo su pista

Aigle 2018 - Americana Junior: 21º
Ballerup 2024 - Omnium: 3º

### Competizioni europee
- Campionati europei su pista

Anadia 2017 - Inseguimento a squadre Junior: 8º
Anadia 2017 - Corsa a punti Junior: 10º
Anadia 2017 - Americana Junior: 12º
Aigle 2018 - Scratch Junior: 8º
Aigle 2018 - Corsa a punti Junior: vincitore
Aigle 2018 - Americana Junior: 8º
Gand 2019 - Corsa a eliminazione Under-23: 17º
Gand 2019 - Corsa a punti Under-23: 8º
Gand 2019 - Americana Under-23: 9º
Anadia 2022 - Scratch Under-23: 11º
Anadia 2022 - Corsa a punti Under-23: 8º
Anadia 2022 - Americana Under-23: vincitore
Apeldoorn 2024 - Omnium: 4º
Apeldoorn 2024 - Corsa a punti: 4º
Heusden-Zolder 2025 - Corsa a punti: 2º
Heusden-Zolder 2025 - Americana: vincitore